# فرناندو بونس دي ليون
فرناندو بونس دي ليون (بالإسبانية: Fernando Ponce de León)‏ هو شخصية أعمال وكاتب وكاتب سيناريو كولومبي، ولد في 6 سبتمبر 1917 في بوغوتا في كولومبيا، وتوفي بنفس المكان في 13 نوفمبر 1998.